# Afourar
Afourar (en àrab أفورار, Afūrār; en amazic ⴰⴼⵓⵔⴰⵔ) és una comuna rural de la província d'Azilal de la regió de Béni Mellal-Khénifra, al Marroc. Segons el cens de 2014 tenia una població total de 29.504 persones.